# Stanisław Bogusz (1898–1919)

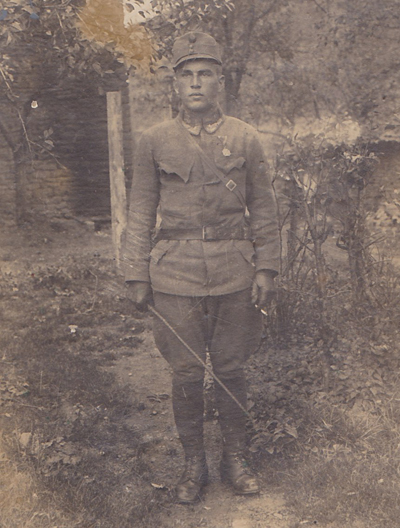
Chor. Stanisław Bogusz (20 września 1918 r.)

Stanisław Bogusz (ur. 21 grudnia 1898 w Bielczy, zm. 26 marca 1919 w Magierowie) –  podporucznik piechoty Wojska Polskiego, kawaler Orderu Virtuti Militari. 

## Życiorys
Jego rodzice, Stanisław i Maria z Wojdaków, prowadzili gospodarstwo rolne. W 1904 r. rozpoczął naukę w szkole ludowej, w 1909 r. kontynuował naukę w Gimnazjum w Bochni, gdzie zaangażował się w działalność harcerską. Nie ukończył jednak szkoły z powodu wybuchu I wojny światowej, dlatego w 1915 r. przeniósł się do II Gimnazjum w Tarnowie, gdzie ukończył kolejne klasy: VI i VII. Maturę zdał dopiero w trakcie służby wojskowej.
15 maja 1916 r. został powołany do cesarsko-królewskiej Obrony Krajowej jako jednoroczny ochotnik. Służył w 32 pułku piechoty Obrony Krajowej. Początkowo stacjonował w miejscowości Polgar, skąd został skierowany do szkoły podchorążych w Morawskiej Ostrawie, a po jej ukończeniu wrócił na front włoski, walcząc od czerwca 1917 r. do kwietnia 1918 r. na froncie włoskim nad Piawą, później w Tyrolu. W trakcie działań wojennych, podczas miesięcznego urlopu zdał w gimnazjum egzamin dojrzałości a później od sierpnia do października 1918 r. służył na froncie francuskim m.in. pod Verdun. Tam zaangażował się w działalność  Polskiej Organizacji Wojskowej z zamiarem przejścia do armii Generała Hallera. Plany te jednak nie doszły do skutku, ponieważ wojna dobiegła końca.
W grudniu 1918 r. wrócił do kraju i wstąpił w szeregi Wojska Polskiego. Uzyskał przydział do 19 pułku piechoty, późniejszego 1 pułku strzelców podhalańskich w Nowym Sączu. 1 marca 1919 jako chorąży został formalnie przyjęty do Wojska Polskiego, mianowany podporucznikiem, zaliczony do 1 Rezerwy armii, powołany do służby czynnej na czas wojny i przydzielony do 19 pułku piechoty. Walczył przeciwko wojskom czeskim na Spiszu w okolicach Kieżmarku i Lubowli. Po krótkim urlopie w rodzinnym domu, został wysłany na front ukraiński. Od 19 stycznia 1919 r. walczył jako dowódca III plutonu w I batalionie (w ramach Grupy Operacyjnej „Bug” generała J. Romera) na froncie ukraińskim w okolicach Rawy Ruskiej. Walczył m.in. pod Uhnowem, Wólką Mazowiecką, Karowem, Bełzem, Sokalem, Szczercem oraz Niemirowem.
Poległ 26 marca 1919 r. w walkach pod Magierowem; pochowany został na tamtejszym cmentarzu wojskowym. 

## Ordery i odznaczenia
- Krzyż Srebrny Orderu Wojskowego Virtuti Militari nr 5782 – pośmiertnie 4 października 1922[8][2]